# Гребенникова, Анна Владимировна
Анна Владимировна Гребенникова (род. 12 июля 1986) — российская самбистка и дзюдоистка, чемпионка и призёр чемпионатов России, мастер спорта России.

## Биография
Проживает в Подольске (Московская область). В 2012 году ушла из большого спорта. В том же году начала работать тренером по дзюдо в детско-юношеской спортивной школе города Подольска.

## Спортивные результаты
- Чемпионат России по дзюдо среди юниоров 2008 года — ;
- Чемпионат России по дзюдо 2009 года — ;
- Чемпионат России по дзюдо 2010 года — ;
- Чемпионат России по дзюдо 2011 года — ;
- Чемпионат России по дзюдо 2012 года — 5 место;